# Alexis Colón
Alexis Colón (30 maggio 1990) è un pallavolista portoricano, centrale dei Plataneros de Corozal.

## Carriera

### Club
La carriera di Alexis "Pipo" Colón inizia nella stagione 2012-13, quando debutta nella Liga de Voleibol Superior Masculino coi Gigantes de Carolina, franchigia alla quale resta legato per altre due annate, prima di approdare nella stagione 2015 ai Capitanes de Arecibo, che lascia già nella stagione seguente in cui difende i colori dei Plataneros de Corozal.
Nel campionato 2017 torna a vestire la maglia dei Capitanes de Arecibo, mentre nel campionato seguente approda ai Cafeteros de Yauco. Nella Liga de Voleibol Superior Masculino 2019 si accasa invece coi Mets de Guaynabo, conquistando lo scudetto: dopo la cancellazione della LVSM nel 2020, torna il campo nella stagione 2021 coi Capitanes de Arecibo: con il trasferimento della sua franchigia a Corozal, nell'annata seguente ritorna invece ai Plataneros de Corozal.

## Palmarès

### Club
- Campionato portoricano: 1

2019

### Premi individuali
- 2013 - Liga de Voleibol Superior Masculino: All-Star Team